# Sylvie Hubac
 Sylvie Hubac (Tunis, 5 de març de 1956) és una alta funcionària francesa.
Després de presidir diversos establiments culturals va ser directora de gabinet del president de a República francesa de 2012 a 2015 i representant personal del President de la República francesa com copríncep d'Andorra a Andorra. El 2016 va esdevenir presidenta de la Réunion des musées nationaux et du Grand Palais des Champs-Élysées.

## Carrera
Nascuda a Tunis alguns dies abns de la fi del protectorat francès de Tunísia, Sylvie Hubac es va diplomar a l'Institut d'études politiques de Paris i de l'École des langues orientales, també és llicenciada en Dret. Va ser alumna de l'École nationale d'administration (en la mateixa promoció que François Hollande).